# Herzsee (Vorarlberg)
Der Herzsee ist ein aufgrund seiner Form so genannter kleiner See im Gemeindegebiet von Schruns im österreichischen Land Vorarlberg.
Der 8.000 Quadratmeter große,  etwa 700 Meter südwestlich des Hochjochs und auf einer Höhe 2216 m ü. A. liegende Herzsee wird vom Teufelsbach entwässert, der seinerseits in die Litz fließt.